# 迪克·里基茨
小理查德·詹姆斯·里基茨（英語：Richard James Ricketts, Jr.，1943年12月4日—1988年3月6日），美國籃球、棒球運動員。 他在1955年NBA選秀中第1輪第1順位被聖路易老鷹選中。
NBA職業生涯只有3年，被聖路易選中是因為他同時也是聖路易紅雀的球員，並在3A球隊羅徹斯特紅翼當投手。1958年3月，他被隊友莫里斯·斯托克斯弄傷後，旋即退休。

## 外部連結
- Career NBA statistics（页面存档备份，存于）
- Career MLB statistics （页面存档备份，存于）